# The Pinker Tones
The Pinker Tones ist eine spanische Band, die 2001 in Barcelona gegründet wurde. Sie besteht aus Mister Furia, Professor Manso und DJ Niño. Ihr Stil wird häufig der Popmusik zugeordnet, allerdings mit Hang zu Electropop und Alternative-Ansätzen. 2014 gaben sie ihre Auflösung bekannt. Dennoch veröffentlichen sie in regelmäßigen Abständen weiterhin Hörbücher, Kollaborationsalben und Soundtracks.

## Stil
Die Musikrichtung der Pinker Tones setzt sich vor allem zusammen aus Pop, Funk, Soul, Swing und Lounge. Dabei vereinen sie vereinzelt sogar mehrere musikalische Elemente innerhalb eines Liedes und dies in bis zu vier verschiedenen Sprachen, darunter Spanisch, Französisch, Englisch, aber auch Deutsch. Aufgrund dieser Beschaffenheiten, waren sie vielmals auch international mit ihrer Musik und auf Konzerten vertreten. Sie spielten in weit mehr als 300 Shows in mehr als 40 Ländern weltweit.

## Geschichte

### Vorgeschichte und Gründung
Professor Manso und Mister Furia, die bereits gemeinsam die Universität besuchten und gleichzeitig dort studierten, sich jedoch lange nicht mehr gesehen hatten, trafen sich immer wieder zufällig in der Stadt, bis sie schließlich herausfanden, dass sie lediglich 500 Meter voneinander entfernt wohnten. Nachdem sie sich das vierte Mal getroffen hatten, bat Furia Manso um Hilfe bei einem Projekt, bei dem er die Hintergrundmusik für die TV-Serie Once Upon a Time in Europe komponieren sollte. Da Manso hervorragende Fähigkeiten im Umgang mit digitalen Produktionsmedien hatte, beschlossen sie darauf in Zukunft öfter gemeinsam zu arbeiten.

### Erstes Album: The Pink Connection
Da die Zusammenarbeit so von Erfolg gekrönt war, verabredeten sie sich öfter und bald wurde klar, dass sie ein paar Lieder für ein Debütalbum zusammenstellen müssten, da beider Traum ein durch ihre Musik finanziertes Leben war. Nachdem sie ein paar arbeitsintensive Sessions hinter sich hatten, veröffentlichten sie The Pink Connection über ein kleines lokales Label. Entgegen den Erwartungen erlangte das Album schnell Bekanntheit und verkaufte sich nun auch international gut, sodass sie mit ihm sogar in die MTV Dance Charts einstiegen und schlussendlich mit Hilfe eines mehr bekannten britischen Labels internationale Auftritte bekamen. Hierdurch stand ihnen die Weltbühne nahezu komplett offen.

### Weitere Erfolge und internationaler Durchbruch

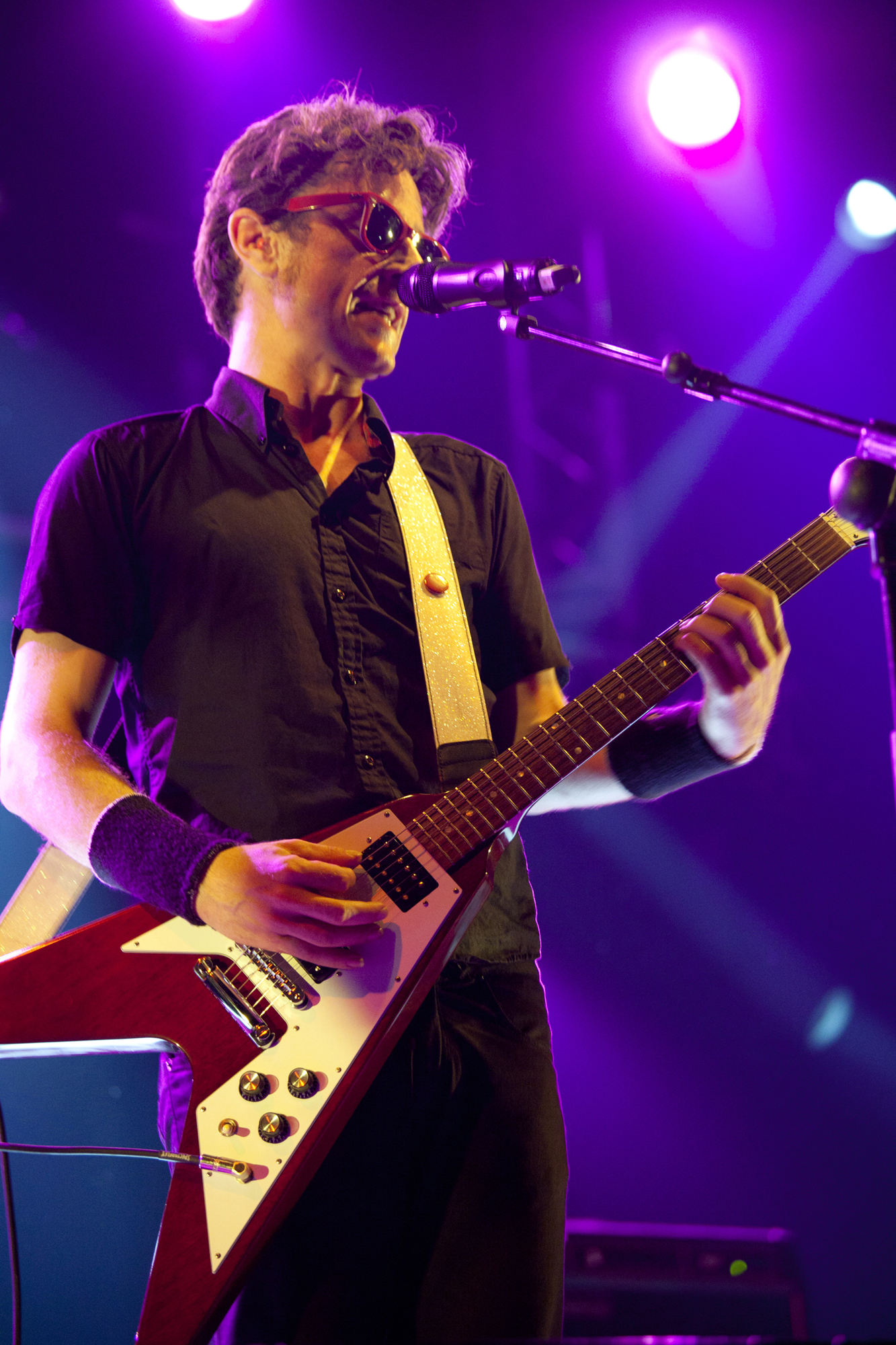
The Pinker Tones in Cruïlla (2010)

Um an die Erfolge der ersten drei Alben, die allesamt in den Jahren 2003 bis 2004 veröffentlicht wurden, anzuknüpfen und nicht in Vergessenheit zu geraten, fingen sie schnell an, an vielen weiteren Projekten zu arbeiten, darunter Produktionen für andere Künstler, Soundtracks zu Filmen und Remixe. Außerdem begannen sie die Arbeit an ihrem vierten Album The Million Colour Revolution, welches nach der Veröffentlichung allen Erwartungen gerecht wurde und sich durch die Zusammenarbeit des britischen Labels Outstanding Records und ihrem eigens gegründeten Pinkerland Records auch international in so vielen Ländern, wie nie eines ihrer vorigen Alben verkaufen konnte. Sie beschlossen, dass sie wegen der stetig steigenden Anzahl der Fans eine Live-Show brauchen und engagierten deshalb DJ Niño, dank dem sie nun die Möglichkeiten hatten, Musik in Richtung Rock, als auch in Richtung Electronic, zu machen und dies sogar live.

### Weltbühne
Ihre Beliebtheit zeigte sich nunmehr, nachdem sie durch verschiedene Kontinente der Welt tourten und Auftritte in Ländern, wie z. B. China, Südafrika und auch Russland hatten. Sie spielten Lieder für Computerspiele, beispielsweise FIFA und Forza Motorsport, für Hollywood-Produktionen, z. B. Ugly Betty, und Filme ein. Weltweit wurden sie hervorragend rezensiert, auch die New York Times und die Washington Post lobten ihre Werke und sie belegten Platz sechs der laut Amazon.com besten Alben 2006 mit The Million Colour Revolution. Sie ruhten sich jedoch nicht auf ihren Lorbeeren aus und veröffentlichten nur ein Jahr später das Album More Colours!, 2008 Wild Animals, 2010 Modular und im Mai 2012 Life in Stereo.

### Auflösung
Nachdem sie sich im Jahr 2012 insbesondere auf ihr Buch Rolf & Flor fokussierten, gaben die Pinker Tones im April 2014 bekannt, dass sie sich zurückziehen möchten, um sich wieder musikfernen Aktivitäten zu widmen.

## Diskografie

### Alben
- The Pink Connection (2003/2004)
- Mission Pink (2003/2004)
- The BCN Connection (2004)
- The Million Colour Revolution (2006)
- More Colours! (2007)
- Wild Animals (April 2008)
- Modular (Juni 2010)
- Life in Stereo (Mai 2012)
- Leon (2019)

### Hörbücher
- Rolf & Flor (2012)
- Flor & Rolf (2012)
- Flor & Rolf (2013)
- Rolf & Flor en el Círculo Polar (2014)
- Rolf & Flor en Londres (2015)

### Soundtracks
- El Pregón (Original Motion Picture Sound Track) (2016)

## Schriften
- Rolf & Flor. Alba Editorial, 2012, ISBN 978-84-8428-910-4.